# Feira Nova (Pernambouc)
Feira Nova est une municipalité brésilienne située dans l'État du Pernambouc.